# شهرستان داگلاس (داکوتای جنوبی)
شهرستان داگلاس، داکوتای جنوبی (به انگلیسی: Douglas County, South Dakota) یک سکونتگاه مسکونی در ایالات متحده آمریکا است که در داکوتای جنوبی واقع شده‌است.

## خصوصیات
شهرستان داگلاس ۱٬۱۲۴٫۰۶ کیلومترمربع مساحت دارد.